# Микуличи (Гомельская область)
Микуличи (бел. Мікулічы) — агрогородок в Бурковском сельсовете Брагинского района Гомельской области Беларуси.

## География

### Расположение
В 14 км на северо-запад от Брагина, 19 км от железнодорожной станции Хойники (на ветке Василевичи — Хойники от линии Калинковичи — Гомель), 144 км от Гомеля.
Поблизости есть железорудные месторождения.

## Транспортная сеть
Рядом автодорога Брагин — Хойники.
Планировка состоит из 2 параллельных между собой улиц меридиональной ориентации, к которым на юге присоединяются 2 прямолинейные широтные улицы. Застроена двусторонне деревянными домами усадебного типа.

## История
Выявленный археологами курганный могильник X—XII веков (сохранилось 29, раньше было 60 насыпей, в 300 м на запад от деревни) свидетельствует о заселении здешних мест в глубокой древности. По письменным источникам Микуличи известны с 1541 года как село в Брагинском имении князя Александра Михайловича Вишневецкого,* которое находилось в Киевском воеводстве Великого Княжества Литовского, с середины 1569 г. — Королевства Польского. Согласно акту о разделе имения Брягин 1574 г., “... село Микуличи з людми отчизными, куничниками, з даню медовою, грошовою, з дубровами, лесы, чертежами, с полми, сеножатми и ловы зверинными” досталось князю Александру Александровичу Вишневецкому.** На 1581 г., когда имение принадлежало его вдове княгине Александре, в Микуличах насчитывалось 40 дымов осадных крестьян и 12 огородников. После, до 1622 г. частью Брагинского имения с Микуличами владел князь Адам Александрович Вишневецкий. С 1641 г. Микуличи — собственность князя Иеремии Михала Вишневецкого, снова объединившего в одних руках Брагинское наследие младшей линии рода. После смерти в 1672 г. жены последнего княгини Гризельды Констанции (из Замойских) Брагинская фортуна перешла её племяннику Станиславу Конецпольскому. В 1687 году Микуличи названы среди селений усыновлённого покойным Яна Конецпольского,  жители которых тяжело потерпели от поборов и насилия казаков сотни Русановичевой полковника Войска Запорожского Павла Апостола Щуровского; тогда тут насчитывалось 28 дымов, а на постой разместились 28 казаков с 20 лошадьми. После смерти в 1719 г. Я. Конецпольского и пребывания Микуличей в заставе у панов Силичей, наследственным владельцем примерно с 1733 г. стал князь Михал Серваций Вишневецкий, первый и единственный в старшей линии рода, кто подписывался "графом на Брагине". Через десять лет после смерти князя Михала, в 1754 г. Брагинское имение (в т. ч. Микуличи)  было куплено у его дочери княгини Эльжбеты Вишневецкой Михаловой Замойской паном Францем Антонием Ракицким, потомки которого владели им ещё и во второй половине XIX в.  
После 2-го раздела Речи Посполитой (1793 год) в составе Российской империи, в Речицком уезде (округе) Черниговского наместничества (губернии), с 1797 г. — в том же уезде Минской губернии. Действовала Богоявленская церковь, в которой хранились документы князя Вишневецкого (1740 год) и М. Ракицкого (1840 год), метрические книги 1827 года. В 1840 году на средства прихожан и владельца села М. Ракицкого вместо старой возведена новая деревянная церковь. Граф Ракицкий имел в Брагине и Микуличах в 1855 году 2 ветряные мельницы, водяную и 6 конных мельниц, сукновальню. В 1864 году открыто народное училище. Центр Микуличской волости, в которую в 1890 году входили 35 населённых пунктов с 1075 дворами. В 1885 году работала школа. В 1895 году около 400 жителей выступили против проведения полевых работ на земельном участке, который они считали несправедливо переданным помещику. Согласно переписи 1897 года работали церковь, часовня, народное училище, хлебозапасный магазин, лавка, мельница, 2 ветряные мельницы, трактир; рядом был одноименный фольварк. Во время оккупации германской армией в 1918 году партизаны под командованием Ф. И. Скороходова (уроженец Брагина) разгромили созданную тут оккупантами комендатуру.
С 8 декабря 1926 года — центр Микуличского сельсовета Брагинского района Речицкого и с 9 июня 1927 года — Гомельского (с 26 июля 1930 года) округов, с 20 февраля 1938 года — Полесской, с 8 января 1954 года — Гомельской областей.
Действовали школа, изба-читальня, кооператив-деревня. В 1930 году организован колхоз «Красный Октябрь», работали кузница (с 1931 года), 3 ветряные мельницы (1895, 1896, 1928 годы). В 1938 году в деревню переселены жители поселков Красное, Ульяновка и Красногорск, деревни Новая Деревня.
Во время Великой Отечественной войны фашисты убили 23 жителя, в том числе 14 августа 1942 года живыми сожгли 14 жителей деревни. На фронтах и в партизанской борьбе погибли 290 местных жителей. В память о погибших в 1975 году возведён обелиск с именами павших.
В 1959 году центр колхоза «Красный Октябрь». Располагались лесопилка, мельница, швейная мастерская, средняя школа, Дом культуры, библиотека, амбулатория, аптека, ветеринарный участок, отделение связи, столовая, 2 магазина.
В состав Микуличского сельсовета входили ныне не существующие: в 1938 году посёлки Красногорск, Красное, деревня Новая Деревня, Ульяновка, в 1942 году деревня Байдаки (сожжена фашистами, не восстановилась), посёлок Владимирский (сожжён фашистами, не восстанавливался), до 1968 года — хутор Байдаки.
25 сентября 2009 года деревня Микуличи преобразована в агрогородок.
До 16 декабря 2009 года — центр Микуличского сельсовета.

## Население

### Численность
- 2004 год — 92 хозяйства, 244 жителя

### Динамика
- 1795 год — 11 дворов
- 1811 год — 70 дворов, 164 мужчины
- 1816 год — 60 дворов, 114 мужчин и 180 женщин
- 1850 год — 38 дворов, 309 жителей
- 1859 год — 53 двора, 301 житель
- 1886 год — 66 дворов, 376 жителей
- 1897 год — 96 дворов, 631 житель (согласно переписи). Фольварк — 3 двора, 40 жителей
- 1909 год — 702 жителя
- 1926 год — 133 двора, 614 жителей
- 1959 год — 848 жителей (согласно переписи)
- 2002 год — 94 хозяйства, 265 жителей
- 2004 год — 92 хозяйства, 244 жителя

## Культура
Каждый год в мае в Микуличах проходит фестиваль семейных клубов «Мікулянскія забавы».  

## Достопримечательности
- Курганный могильник периода раннего средневековья X-XIII в., расположен в 0,3 км к западу от деревни, за садом

## Известные уроженцы
- Жуков Пётр Сергеевич — Герой Советского Союза. Его именем названа деревенская школа, улицы в г. п. Брагин и деревне Любань Октябрьского района.